# 徳島県道28号阿南小松島線
徳島県道28号阿南小松島線（とくしまけんどう28ごう あなんこまつしません）は、徳島県阿南市と小松島市を結ぶ県道（主要地方道）である。

## 概要
阿南市の国道195号から小松島市の国道55号徳島南バイパスを経由し、徳島県道120号徳島小松島線（旧・国道55号）を結ぶ道路であり、阿南市加茂地域と小松島市立江地域の生活道路を接続する区間も持っているが、所々狭い区間があり、現在は阿南市阿瀬比町と小松島市赤石町一部の区間を除き改良工事中である。

### 阿南市
当道起点部手前の国道195号上には当道へ誘導する太龍寺の案内標識が有るが、これは徒歩（駐車場有り）による登山参拝路である。なお、阿南市加茂町の徳島県道282号大井南島線との交点以南は1 - 1.5車線程度の狭隘路が続くが、離合可能なスペースが随所に確保されている。加茂谷川のせせらぎ、広大優美な那賀川、河口に近づくにつれ水量を増す様子が分かる立江川の3河川が楽しめる路線である。
阿瀬比町から加茂町にかけての加茂谷川に沿って谷を抜けると、やがて平野が広がり那賀川に近づく。加茂谷橋で那賀川を渡ると北岸の山沿いに集落を巡る。持井橋北詰から約600mは徳島県道22号阿南勝浦線と重複となる。

### 小松島市
小松島市櫛渕町に入ると立江寺を目指して北西に向かう。同寺以降は立江川東部の町中を抜けてJR阿波赤石駅付近に至る。

### 癒しの道
起点付近の阿南市阿瀬比町から加茂町にかけての沿道は、四国八十八箇所の遍路道であり巡礼者が絶えない。
しかしながら以前、約3kmにわたり谷底などにゴミの不法投棄が多く見られ問題となっていた。世界遺産登録をも目指す同巡礼道がこの現状では恥ずかしいなどとして、2007年（平成19年）2月18日に「阿瀬比・加茂癒しの道クリーンアップ作戦」と銘打って官民のボランティアらが大規模な清掃活動を実施。後藤田正純代議士も駆け付け、予想の5倍以上となる100トン以上のゴミを回収した。

### 路線データ
- 陸上距離：20.144 km（平成22年徳島県道路現況調書）
- 起点：徳島県阿南市阿瀬比町（国道195号交点）
- 終点：徳島県小松島市赤石町（徳島県道120号徳島小松島線交点）

## 歴史
- 1920年4月16日 - 徳島県道立江日和佐線が認定[要出典]
- 1923年4月27日 - 徳島県道阿瀬比立江線が認定[要出典]
- 1959年1月31日 - 主要地方道小松島鷲敷日和佐線として昇格、また徳島県道深瀬阿瀬比線が認定。[要出典]
- 1972年3月10日 - 徳島県道19号（主要地方道）小松島鷲敷日和佐線、281号深瀬阿瀬比線として再認定。[要出典]
- 1976年10月5日 - 徳島県道19号を分割、北側の区間と281号を統合、徳島県道28号阿南小松島線として認定。[要出典]
- 1993年（平成5年）5月11日 - 建設省から、県道阿南小松島線が阿南小松島線として主要地方道に指定される[4]。

## 路線状況

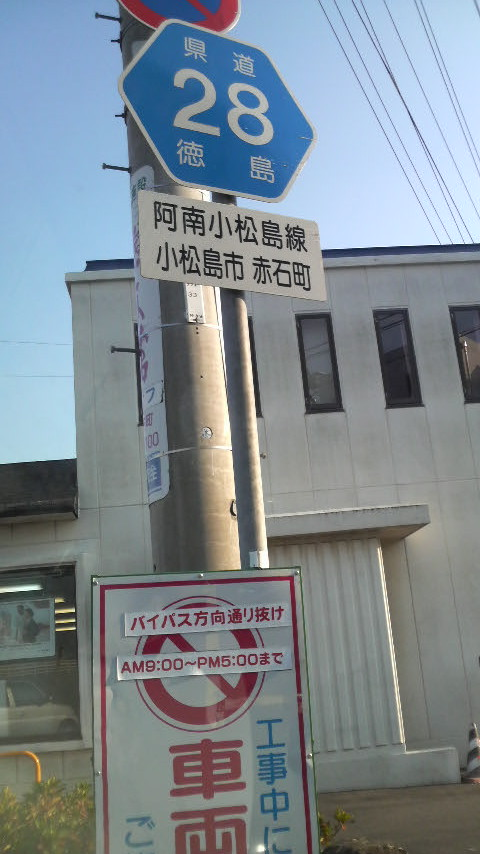
本道の標識
小松島市赤石町で撮影

### バイパス
櫛渕バイパス
2007年（平成19年）12月8日に徳島県道136号宮倉徳島線上の牟岐線踏切のすぐ北側から櫛渕町内の小松島市営バス萱原回転場付近に至るバイパス路線が開通した。これによって、小松島市役所立江支所から立江中学校付近までの1車線の幅員しかない現道を迂回する良好な道で整備されている。
立江川左岸バイパス
2007年（平成19年）3月28日に国道55号の立江川にかかる橋の北詰の交差点から徳島県道136号宮倉徳島線の交点まで立江川に沿って、バイパス路線が開通している。これにより、立江町内の1.5車線程度の幅員しかない現道を迂回する2車線に両側歩道が整備された良好な道で国道55号から小松島市役所立江支所付近まで行くことが可能になっている。
これらが、開通したので当県道においては小松島市内部分の道路事情は大幅に改善されることとなり、国道55号の交点から阿南市内の持井橋まで2車線道路となった。

### 重複区間
- 徳島県道282号大井南島線（阿南市加茂町 - 阿南市吉井町）
- 徳島県道22号阿南勝浦線（阿南市羽ノ浦町古毛萱原 - 小松島市櫛渕町山口）
- 徳島県道136号宮倉徳島線（小松島市立江町 地内）

### 主な構造物
- 加茂谷トンネル （阿南市）
- 楠根トンネル（楠根バイパス）
  - 1996年度から整備事業が勧められ、阿南市楠根町字七浦から同字金石の大型車の離合困難を含む幅員狭少と線形不良を改善し、改善後の観光業の発展の目的で改良が勧められ、緊急地方道路整備事業楠根校区としてバイパス部分を含む総延長1080mの道路（トンネルはその内の293m）が整備された。トンネルから北側の区間540mは先行改良させ、残るトンネル部分は2008年11月13日に起工し、2010年8月20日に全線開通した[5][2][1]。
- 加茂谷橋 （阿南市）（那賀川を渡る）

## 地理

### 通過する自治体
- 阿南市
- 小松島市

### 交差する道路
- 国道195号（阿南市阿瀬比町、起点）
- 徳島県道282号大井南島線（阿南市加茂町）
- 徳島県道282号大井南島線（阿南市吉井町）
- 徳島県道19号阿南鷲敷日和佐線（阿南市楠根町）
- 徳島県道22号阿南勝浦線（阿南市羽ノ浦町古毛萱原）
- 徳島県道276号勝浦羽ノ浦線（阿南市羽ノ浦町古毛覗石）
- 徳島県道22号阿南勝浦線（小松島市櫛渕町山口）
- 徳島県道136号宮倉徳島線（小松島市立江町）
- 徳島県道136号宮倉徳島線（小松島市立江町）
- 国道55号（国道195号重複）（小松島市立江町）
- 徳島県道120号徳島小松島線（小松島市赤石町）

### 沿線にある施設など
起点国道195号交点・加茂谷橋間
- 道の駅わじき - 国道195号沿い
- 遍路小屋
- 太龍寺・太竜寺山登山口入口 - 四国霊場第21番札所・阿南室戸歴史文化道
- 加茂谷川
- 石灰岩 - この地方の特産物
- 若杉山遺跡 - 古墳時代の水銀採取遺跡
- お松大権現 - 日本三大怪猫伝
- 那賀川 - 徳島県最長の河川、加茂谷橋南詰に「加茂谷地区総合案内板」あり。

加茂谷橋・持井橋北詰間
- 楠根桜つづみ公園

持井橋北詰・終点徳島県道120号徳島小松島線交点間
- 立江寺 - 四国霊場第19番札所
- JR牟岐線（阿波室戸シーサイドライン）立江駅
- 小松島市立体育館
- 小松島市立武道館
- JR牟岐線（阿波室戸シーサイドライン）阿波赤石駅

櫛渕バイパス・立江川左岸バイパス
- JA東とくしま みはらしの丘 あいさい広場 - 産直市。野菜のみならず魚介類、加工食品、民芸品まで販売。小松島市、紀伊半島が見渡せる。
- 立江川 - 左岸バイパスの立江川側の車両用防護策は木製となっている。